# Palast zu den vier Winden

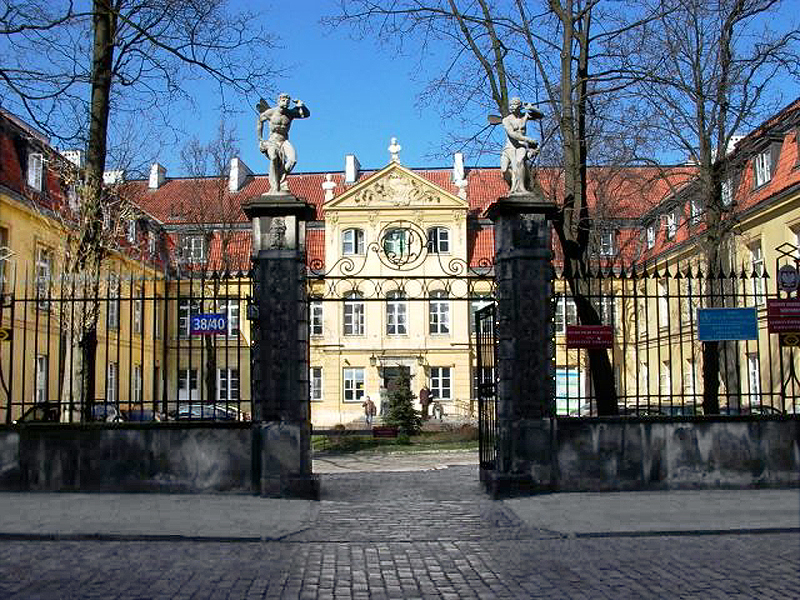
Frontansicht mit Ehrenhof von der Ulica Długa aus gesehen

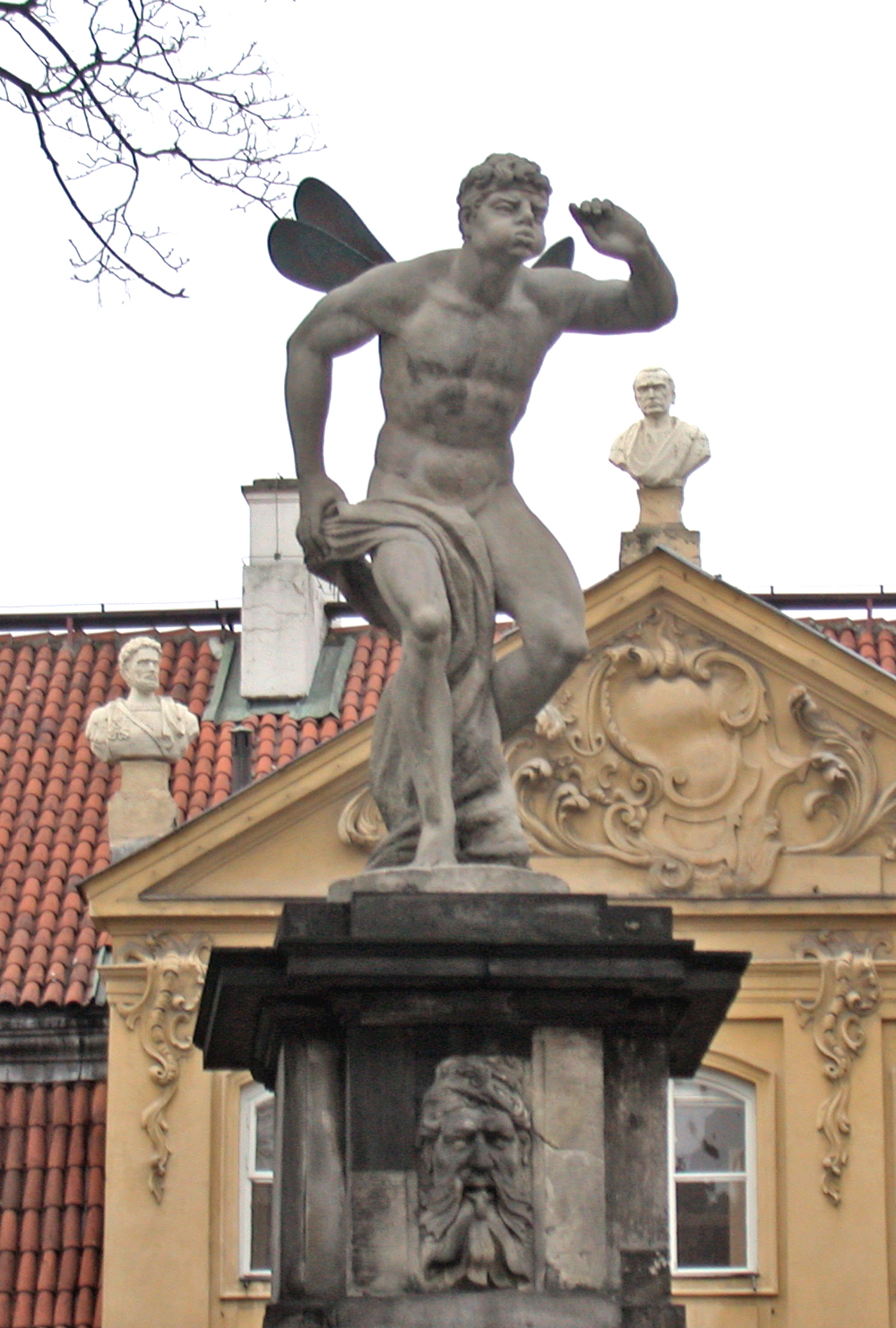
Nordwind „Boreas“ auf der linken Torsäule

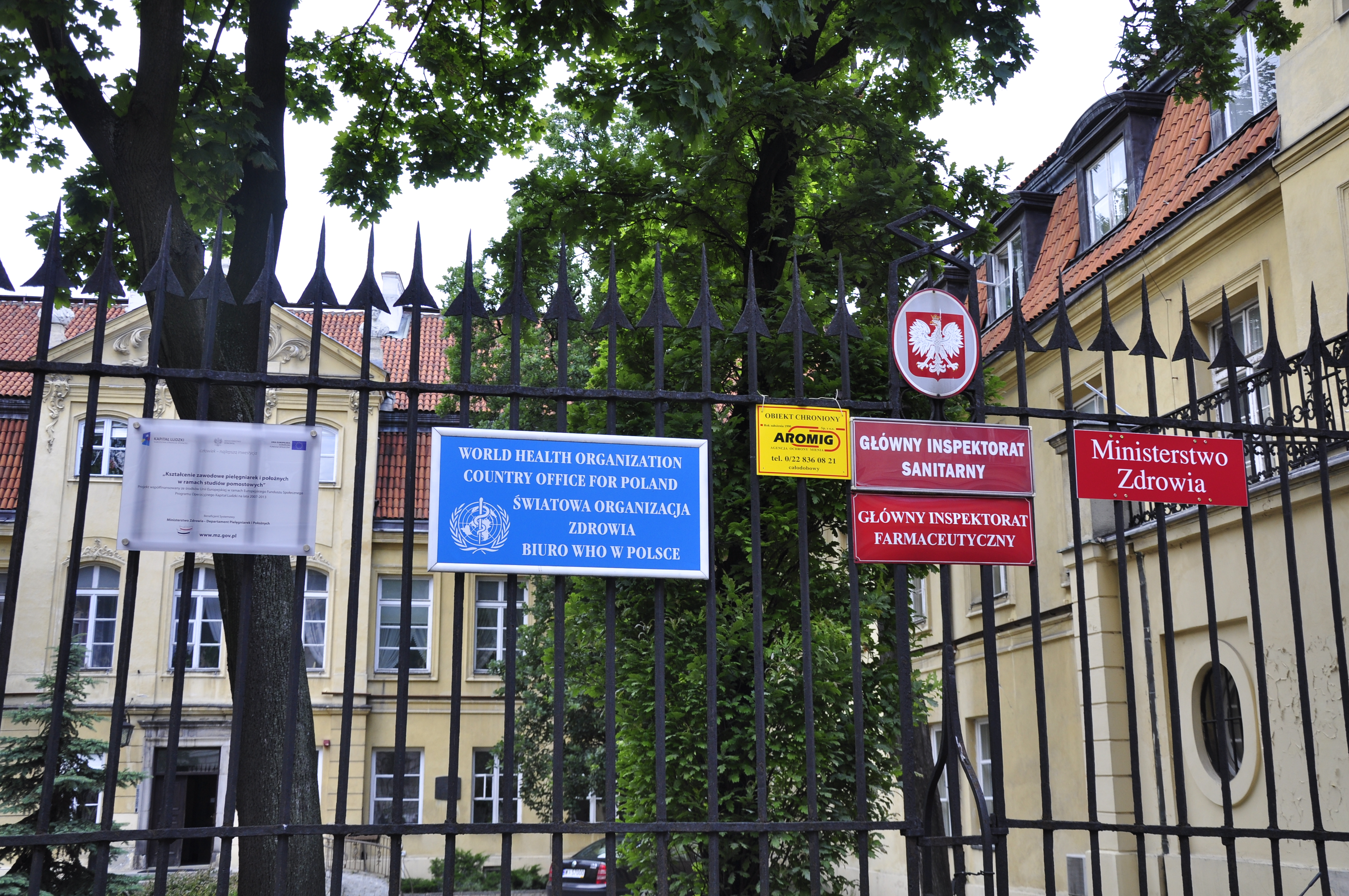
Heutige Nutzer des Objektes

Der Palast zu den vier Winden (auch Tepper-Palast, Dückert-Palast oder Tepper-Dückert-Palast genannt, polnisch: Pałac pod czterema wiatrami oder Pałac Teppera-Dückerta) befindet sich in Warschau an der Ulica Długa 38/40. Er liegt gegenüber dem ehemaligen Hotel Polski und rund 100 Meter entfernt vom Potkański-Palast. Neben anderen Behörden befindet sich hier heute der polnische Sitz der Weltgesundheitsorganisation.

## Geschichte
Der Bauherr des Palastes war Stanisław Kleinpolt, der nach Erhebung in den Adelsstand im Jahr 1676 den Namen Stanisław Małopolski bezeichnete und sich mit dem Bau des Gebäudes um das Jahr 1680 eine standesgemäße Residenz schuf. Der Entwurf stammte vermutlich von Tylman van Gameren. Bereits 1685 erwarb Jan Dobrogost Krasiński das Anwesen. Krasiński verkaufte den Palast 1698 an den Bischof Andrzej Stanisław Załuski.

### 18. Jahrhundert
Seit den 1730er Jahren war Franciszek Ossoliński Eigentümer; in Folge wechselte der Besitzer häufig. Nach Jan Tarło und dem Magnaten Michał Kazimierz Radziwiłł lebten hier der Bankier Piotr de Riacour und ab 1765 Piotr Tepper, von dem der Palast 1784 an Piotr Fergusson Tepper überging. Etwa Mitte des 18. Jahrhunderts gestaltete Johann Sigmund Deybel den Mittelrisalit des Gebäudes um und fügte den übrigen Gebäudeteilen Rokoko-Dekorationen an. Von 1769 bis 1771 baute Simon Gottlieb Zug das Gebäude teilweise um. Dabei kam es zu einer Erweiterung des rechten Flügels, der eine frühklassizistische Fassade erhielt. Vermutlich wurden unter Zug auch die beiden Pavillons an den Flügelenden zur Straße hin errichtet. Etwa im Jahr 1784 entwarf Zug dann auch eine Neugestaltung der Innenräume, bei der ein großer, halbrunder Speisesaal im ersten Stock entstand.
Etwa zur selben Zeit wurden über dem Eingangstor vier Skulpturen der Brüder Notus, Boreas, Zephyrus und Eurus – nach denen der Palast seinen Namen von den vier Winden trägt – errichtet. Der ausführende Künstler dieser Werke ist unbekannt.

### „Hôtel de Dresde“
1801 übernahm der Kaufmann Karol Fryderyk Dückert auf einer Versteigerung den Palast. Er blieb bis 1891 im Besitz seiner Erben. Ab 1808 befand sich in dem Gebäude das elegante „Hôtel de Dresde“. Im von Zug angelegten Park des Ensembles stand von 1824 bis 1875 ein Gebäude des Instituts für künstliches Mineralwasser (polnisch: Instytut Wód Mineralnych Sztucznych). Seit 1832 befand sich bis zu ihrem Umzug in den Tarnowski-Palast 1856 in den repräsentativen Räumen des ersten Stockwerkes der Sitz der Nowa Resursa Kupiecka, nachdem sich diese Vereinigung von der älteren Warszawska Resursa Kupiecka abgespalten hatte.
Nach dem Ende des Ersten Weltkriegs wurde das Objekt zu einem Mietshaus umfunktioniert und nicht mehr gepflegt. Im Jahr 1927 erwarb der polnische Staat das Gebäude und ließ es zum Sitz des Ministeriums für Arbeit und Sozialfürsorge sanieren.
1944 wurde der Palast durch die deutschen Besatzer im Laufe des Warschauer Aufstandes zerstört. In den Jahren 1949 bis 1951 wurde er unter Władysław Borawski im Zustand des 18. Jahrhunderts wiederaufgebaut. Seitdem befanden sich hier verschiedene Behörden, so Abteilungen des Ministeriums für Gesundheit und Sozialfürsorge (polnisch: Ministerstwo Zdrowia i Opieki Społecznej), die Vereinigung Polnischer Kurorte und das Staatliche Verlagshaus für Medizinische Literatur.

## Heute
Derzeit nutzen das Objekt neben der WHO auch das Staatliche Hygieneamt (polnisch: Główny Inspektorat Sanitarny) sowie Teile des polnischen Gesundheitsministerium (polnisch: Ministerstwo Zdrowia).
Der barocke Bau, der spätbarocke und klassizistische Züge trägt, ist dreigeschossig (das dritte Geschoss befindet sich im Mansarddach) und besteht aus dem Zentralbau und zwei rechtwinkelig angebauten Flügeln, die zur Straße hin in Pavillons enden. Den Mittelrisalit krönt ein Dreiecksgiebel mit Ornamentschmuck und drei Büsten im römischen Stil. An der Fassade des Palastes wurde eine Gedenktafel zur Erinnerung an Marian Klott, den Leiter des Arbeitsaufsichtsamtes in der Zwischenkriegszeit, angebracht.